# Бутунтай
Бутунтай — село в Александрово-Заводском районе Забайкальского края России. Административный центр сельского поселения «Бутунтайское».

## География
Село находится в юго-восточной части края, вблизи реки Залгатуй.

## История
Основано в 1931 году.
В 1966 г. Указом Президиума ВС РСФСР посёлок центральной усадьбы Бутунтайского совхоза переименован в Бутунтай.

## Население
| 2010 | 2021 |
| ---- | ---- |
| 368  | ↘294 |

Национальный состав
Согласно результатам переписи 2002 года, в национальной структуре населения русские составляли 100 % от 482 жителей.

## Известные жители
С 1949 по 1952 годы терапевтом на врачебном участке совхоза «Пограничный» села Бутунтай трудилась Нина Константиновна Северская (1927 — 2014) — советский врач-хирург, Герой Социалистического Труда (1978).

## Инфраструктура
В селе находилась центральная усадьба Бутунтайского совхоза.
Действует МОУ Бутунтайская ООШ. Администрация поселения.

## Транспорт
Просёлочные дороги. 